# Franc Skaza
Franc Skaza, tiskar in narodni buditelj,  * 11. februar 1838, Šmarje pri Jelšah; † 21. julij 1892, Šmarje pri Jelšah.

## Življenjepis
Rodil se je kot tretji otrok očeta gostilničarja in veleposestnika Franca st. ter matere Ivani (rojena Vodopivec). Starša sta bila gostilničarja in veleposestnika.  Najprej je obiskoval 4 letno šolo v Šmarju, nadaljnje šolanje pa iz pisnih virov ni znano. Glede na njegovo vinogradniško znanje se je izobraževal v kmetijski smeri. 
Njegov oče mu je vcepil izjemen odnos do slovenstva, saj je bil sam zelo politično dejaven in leta 1850 celo za šmarskega župana. Franc je po očetovi smrti (leto ni znano) podedoval veleposest in gostilno. 13. aprila 1863 se je poročil z 9 let mlajšo Anno Rathej iz Predence 7, in priženil preko 350 hektarjev zemljišč in veliko nepremičnin. Tako je ustvaril veleposestniško družino Skaza, ki je premogla 700 hektarjev zemljišč. Franc in Anna sta leta 1864 dobila prvega otroka Anno. Sledili so ji Franz (1865), Sofia (1869), Gotfried (1873) in Aleksander (1875).
Franc Skaza je bil veleposestnik, narodni buditelj in rodoljub. Finančno in organizacijsko je bil zaslužen za izvedbo številnih projektov, ki so se v 70. in 80. letih 19. stoletja odvijali v Šmarju in okolici, ter bili pomembni za slovenstvo. Okoli sebe je zbiral somišljenike, ki so bili pomembni za uveljavljanje slovenskega jezika. Njegova hiša v Šmarju je postala zbirališče rodoljubov.  Vse pomembneže ki so ga obiskali, je dal v vežo svoje hiše v baročno romantičnem stilu tudi upodobiti. To so Anton Martin Slomšek, Josip Juraj Strossmayer, Ignacij Orožen, Anton Tomšič, Josip Vošnjak, Valentin Zarnik. V njegov dom so redno prihajali tudi pesnik in kaplan Anton Aškerc, Franc Ferlinc ter fotograf in ravnatelj šole Franc Jurkovič. Franc Skaza je bil izredno zaveden Slovenec in proti vsakemu uveljavljanju Nemcev. Iz tega razloga je tudi razdedinil svojega sina Aleksandra, saj se je ta proti njegovi volji oženil z Nemko. 
Franc Skaza je umrl 21. julija 1892, pokopan pa je bil dva dni kasneje, na šmarskem pokopališču.  Na njegovem grobu še danes stoji veličasten spomenik, ki so mu ga izdelali v Mariboru. Po njegovi smrti so se nad svojci zgrnile hipoteke in potomcem ni ostalo skoraj nič od nekdanjega velikega imetja.

## Projekti
Leta 1870 se je časopis Slovenski narod znašel v finančni krizi, zato so 6. marca sklicali skrivni shod, na katerem so sklenili, da bodo v Mariboru ustanovili delniško društvo Narodno tiskarno. Ustanovitev tiskarne so prevzeli trije pomembni rodoljubi, in sicer Franc Rapoc, Hugo Tanšič in Franc Skaza. S svojimi sredstvi so jo ustanovili kot komanditno družbo, in sicer z namenom, da jo kasneje prevzame delniška družba. Ti rodoljubi so leta 1871 dobili v roke Slovenski narod.
Skaza je bil tudi pobudnik in je pritiskal na Josipa Vošnjaka, ki je od leta 1870-1872 v Šmarju služboval kot zdravnik, da bi ustanovila slovensko posojilnico v Šmarju. Temu pa so v Celju, kljub že v naprej zbranim sredstvom nasprotovali, zato je do realizacije prišlo šele leta 1892. 
1873 pa je bila v Šmarju zgrajena nova šola, ki je imela 5 učilnic. Poslopje je stalo 25.000 goldinarjev. Najbolj zaslužen za izgradnjo je bil Franc Skaza s svojim finančnim in zemljiškim deležem, saj je brezplačno podaril zemljišče ter sofinanciral projekt. Leta 1884 je postal šolski nadzornik. Leta 1887 pa je z Antonom Aškercem dosegel, da se je v šoli od tega leta dalje kot učni jezik uveljavila slovenščina.
Leta 1875 je bilo v Šmarju zgrajeno sodišče, ki je bilo prav tako eden izmed večjih projektov, katerih pobudnik in sovlagatelj je bil Franc Skaza. V sklopu izgradnje sodišča so bili tudi zapori. Šmarje je z izgradnjo postalo sedež okrajnega sodišča, pošte, orožniške postaje in davkarije. To leto je tako postalo pomembno, saj je bilo zaradi danih pogojev Šmarje povzdignjeno v trg in se pričelo razvijati kot središče šmarsko-rogaško-sotelskega območja. Pošta je bila v lasti Franca Skaza, ki je bil tudi centralni krajevni poštar, upravljala pa jo je njegova žena Anna.
Franc Skaza pa je bil tudi eden izmed najpomembnejših vlagateljev pri ustanovitvi šmarskega gasilskega društva leta 1880, katerega član je postal tudi sam.
Zadnji od mnogih pomembnih Skazovih projektov pa je bil leta 1883, ko mu je uspelo v Šmarju ustanoviti čitalnico, ki pomeni velik razmah kulturnega življenja. Člani so lahko brali knjige, časopise in prirejali burke. Za predsednika čitalnice je bil izvoljen Franc Skaza.